# Tokyo Challenger
Il Tokyo Challenger è stato un torneo professionistico di tennis giocato su campi in cemento. Faceva parte dell'ATP Challenger Series. Si giocava annualmente a Tokyo in Giappone.

## Albo d'oro

### Singolare
| Anno | Campione        | Finalista      | Punteggio     |
| ---- | --------------- | -------------- | ------------- |
| 1981 | John Fitzgerald | Roland Stadler | 6–2, 6–3      |
| 1982 | Nduka Odizor    | Jim Gurfein    | 6–4, 3–6, 6–1 |
| 1983 | Tsuyoshi Fukui  | Michael Wayman | 6–4, 6–0      |

### Doppio
| Anno | Campioni                               | Finalisti                  | Punteggio |
| ---- | -------------------------------------- | -------------------------- | --------- |
| 1981 | John Fitzgerald Wayne Pascoe           | Cliff Letcher Warren Maher | 6–1, 7–6  |
| 1982 | Pat Cash Craig A. Miller               | Bruce Derlin David Mustard | 6–2, 6–2  |
| 1983 | Charles Buzz Strode Morris Skip Strode | David Dowlen Jeff Turpin   | 6–3, 6–4  |